# Domingo Drummond
Domingo Drummond Cooper (14 aprile 1957 – 23 gennaio 2002) è stato un calciatore honduregno, di ruolo difensore.